# Eriocaulon subglaucum
Eriocaulon subglaucum är en gräsväxtart som beskrevs av Wilhelm Willy Otto Eugen Ruhland. Eriocaulon subglaucum ingår i släktet Eriocaulon och familjen Eriocaulaceae. Inga underarter finns listade i Catalogue of Life.